# ألان بول (مخرج)
ألان بول (بالإنجليزية: Alan Poul)‏ هو منتج أفلام ومخرج أمريكي، ولد في 1 مايو 1954 في فيلادلفيا في الولايات المتحدة.

## وصلات خارجية
- ألان بول على موقع IMDb (الإنجليزية)
- ألان بول على موقع ألو سيني (الفرنسية)
- ألان بول على موقع ميوزك برينز (الإنجليزية)
- ألان بول على موقع أول موفي (الإنجليزية)
- ألان بول على موقع قاعدة بيانات الأفلام السويدية (السويدية)
- ألان بول على موقع قاعدة بيانات الفيلم (الإنجليزية)
- ألان بول على موقع كينوبويسك (الروسية)